# インドの数学
インドの数学（インドのすうがく、Indian mathematics）とは、紀元前1200年頃から19世紀頃までのインド亜大陸において行われた数学全般を指す。

## 概要
インドにおける数に関する最古の証拠は、紀元前3000年以降のインダス文明の遺跡から発見されている。ロータルで出土した天秤の重りが10進法にもとづいていることが判明し、物差しにあたる道具も発見されている。また、インダス文明で用いられた煉瓦は、長さ、幅、奥行きの比率がすべて4:2:1となっている。このため、年代や地域にまたがって度量衡が統一されていたと考えられている 。紀元前1500年頃にはインド・アーリア人が進出し、サンスクリット語が発達した。バラモン教のヴェーダ文献であるヴェーダーンガ (Vedanga) には、儀式の規則が述べられており、数学に関する重要な文献もある。紀元前5世紀には、文法学者のパーニニがサンスクリット語の体系を整理し、数学の発展にも寄与した。
ヴェーダの祭事の機会が減ると、幾何学をはじめとして数学が停滞したが、紀元前400年から200年頃にかけてはジャイナ教の学者たちが数論などの抽象的な数学を進めた。膨大な数を扱っていたジャイナ教徒は無限を5種類に分類し、集合論や超限数の概念や対数に関心を示した。また、宇宙構造についての哲学から等差数列、組合せ数学などを研究した。紀元前300年頃にジャイナ教の数学者によって書かれた『バガヴァティー・スートラ』(bhagavatīsūtra)の組合せ数学については、マハーヴィーラが一般式を見出した。
グプタ朝の時代から学術が栄え、クスマプラ（パータリプトラ）、ウッジャイニー、マイソールを中心に数学の研究が進んだ。バビロニアからは天文学の知識がもたらされ、天文学書・暦法書でもある「シッダーンタ」 (Siddhanta) は、球面三角法や不定方程式などを扱うようになる。やがて5世紀のアールヤバタ、7世紀のブラーマグプタをはじめとして、数理天文学者たちを中心に数学の業績が多数生み出された。12世紀のバースカラ2世ののちは、南部においてマーダヴァを創始者とするケーララ学派が活動を続けた。
現存する初期の重要な資料として、以下のようなものがある。
- シュルバ・スートラ：紀元前800年頃。祭壇の建築について述べた文献。幾何学についてのテキストがあり、ピタゴラスの定理の一般的な説明、2の平方根、円積問題などが書かれている。
- バクシャーリー写本：4世紀-5世紀頃。算術の例題には、分数、平方根、損益勘定、利息、三数法などがある。代数の例題には、1次方程式、2次方程式、連立方程式、不定方程式、等差数列などがある。記数法においては、0や未知数を表すために点を用いている。

## 記数法

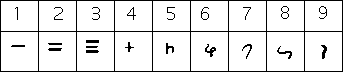
1世紀頃のブラーフミー数字

紀元前3世紀前より、インド数字やアラビア数字の祖先となるブラーフミー数字が用いられていた。当時は0を用いた位取り記数法ではなく、10の倍数ごとに別の数字があった。ブラフマグプタは、628年の『ブラーフマ・スプタ・シッダーンタ』において、「からっぽな」を意味する サンスクリット語: शून्य, śūnya （シューニャ）すなわち「0」と他の整数との加減乗除の概念を正式に用いた。850年頃には、現代の数字に近いグワリオール数字が完成し、0から9までの10個の記号で表すようになった。

## 代数学
数を表すための言語がパーニニによって整理され、代数学が発達する基礎となった。数学の一部門としての代数は、アールヤバタの『アールヤバティーヤ』で確立される。代数は「クッタカ」とも呼ばれ、このクッタカという語は、もとは「粉々に砕く」という意味を指し、のちに係数の値を小さくしてゆく逐次過程の方法を意味するようになり、代数の不定解析を表すようになった。

## 幾何学
シュルバ・スートラに書かれているような煉瓦を用いた祭壇の建築法が、インドの幾何学の起源になったとされる。シュルバ・スートラの時代にはピタゴラスの定理が知られており、平方根を求める方式が発達していた。のちに天文学の一分野として三角法や球面三角法を発展させ、バースカラ2世が体系化した。sinをジヤー（jyā）、cosをコーティジヤー（koṭijyā）などと呼んだ。

## インド数学の影響
0を用いる記数法や算術がイスラーム世界に伝わり、アラビア数学に影響を与えた。フワーリズミーの著作『インドの数の計算法』で紹介され、後にラテン語に翻訳され中世ヨーロッパの大学の教科書になったといわれている。